# Пор-Кро
Пор-Кро (фр. Île de Port-Cros) — французский остров, расположенный в Средиземном море у побережья Ривьеры. Относится к Йерским островам. Входит в коммуну Йер департамента Вар. Площадь острова — 7 км².
На острове располагается национальный парк Пор-Кро, основанный 14 декабря 1963 года. К острову примыкают небольшой остров Баго и скала Габинейера, также входящие в национальный парк.

Топографическая карта Пор-Кро (фр.)

## История
Ранее остров был оборонительным рубежом юга Франции, на нём сохранилось несколько фортов. Так форт Эстиссак был построен в 1634—1640 годах и содержал всё необходимое для обороны. Сейчас с трёхъярусной башни открывается замечательный вид на остров.
С 15 по 17 августа 1944 года произошёл бой между немецким гарнизоном, оккупировавшим остров, и канадско-американским военным отрядом. В ходе которого остров был возвращён Франции.
В 1966 году умерла Марселин Энри, хозяйка острова, которая завещала остров государству при условии, что на острове будет охраняемая природная территория.